# ضرب نار (مسلسل)
ضرب نار هو مسلسل دراما مصري عرض في شهر رمضان 1444 هـ/2023. وبطولة ياسمين عبد العزيز، وأحمد العوضي، من تأليف ناصر عبد الرحمن وإخراج مصطفى فكري.

## قصة المسلسل
بعد أن يسافر جابر من الصعيد إلى القاهرة بسبب الثأر، يلقيه القدر في طريق مهرة، السيدة المكافحة التي تربي شقيقيها، وتنشأ بينهما قصة حب يتحديان بها ظروفهما الصعبة.